# Simon Butsch
Simon Butsch (* 2. November 1992 in Sindelfingen) ist ein deutscher American-Football-Spieler auf der Position des Defensive Ends aus Dagersheim.

## Werdegang

### Spielerkarriere
Butsch begann 2005 im Nachwuchsbereich der Holzgerlingen Twister mit dem Gridiron Football. Von 2008 bis 2011 war Butsch Teil der baden-württembergischen Landesjugendauswahl Lions. 2011 gelang ihm mit der U19-Mannschaft der Aufstieg in die Jugendbundesliga (GFL Juniors). Darüber hinaus nahm er mit Deutschland an der Junioren-Europameisterschaft teil. Zur Saison 2012 wurde Butsch in den Herren-Kader aufgenommen. Mit den Twister stieg er 2013 in die German Football League 2 auf. In der GFL2-Saison 2014 war Butsch teamintern Führender in Sacks und Pass-Break-ups. Zudem war er der Punter des Teams.
2015 schloss sich Butsch den Swarco Raiders Tirol aus Innsbruck an. Mit den Raiders gewann Butsch 2015 und 2016 die Austrian Bowl.
Nach zwei Jahren in Österreich kehrte er nach Baden-Württemberg zurück, um ab der GFL-Saison 2017 für die Schwäbisch Hall Unicorns aufzulaufen. In seinen ersten beiden Jahren in Schwäbisch Hall gewann er mit den Unicorns den German Bowl. Später diente Butsch den Unicorns als Teamkapitän. Beim Sieg im CEFL-Bowl 2021 gegen die Swarco Raiders Tirol gelang Butsch im letzten Viertel ein vorentscheidender Sack gegen Quarterback Sean Shelton. 2022 verteidigten die Unicorns ihren Titel in der CEFL und wurden darüber hinaus ein weiteres Mal Deutscher Meister.
Für die Saison 2023 unterschrieb Butsch einen Vertrag bei Stuttgart Surge aus der European League of Football (ELF). Zuvor waren ein Großteil des Unicorns-Trainerstabs, darunter Head Coach Jordan Neuman, zur Surge gewechselt.
Für die Saison 2024 stand Butsch eine weitere Saison bei Stuttgart Surge unter Vertrag, nach welcher er auf Social Media sein Karriereende verkündet hat. Von diesem Schritt, hat er sich allerdings kurz vor Saisonbeginn 2025 distanziert und beschlossen doch noch ein weiteres Jahr für Surge zu spielen, mit dem Ziel das Endspiel in der MHPArena zu erreichen.

### Trainerkarriere
Butsch begann 2010 in der Jugend der Holzgerlingen Twister mit dem Coaching. Zur Saison 2018 übernahm er im Herrenteam der Twister die Aufgaben des Position-Coaches für die Defensive Line.

## Erfolge
- Baden-Württemberg-Flag-Meister (2007)
- BaWü Lions Defense MVP (2008)
- Länderturnier-Sieger (2010)
- Aufstieg in die GFL Juniors (2011)
- Aufstieg in die GFL 2 (2013)
- Austrian-Bowl-Sieger (2015, 2016)
- German-Bowl-Sieger (2017, 2018, 2022)
- CEFL-Bowl-Sieger (2021, 2022)

## Statistiken
| Jahr                     | Team                     | Spiele | Tackles | Tackles | Tackles | Tackles | Tackles | Passverteidigung | Passverteidigung | Passverteidigung | Passverteidigung | Fumbles | Fumbles | Fumbles | Sonstiges | Sonstiges |
| Jahr                     | Team                     | Spiele | Total   | Solo    | Ast     | TFL     | Sack    | INT              | Yds              | TD               | BrUp             | FF      | FR      | TD      | Blk       | Saf       |
| ------------------------ | ------------------------ | ------ | ------- | ------- | ------- | ------- | ------- | ---------------- | ---------------- | ---------------- | ---------------- | ------- | ------- | ------- | --------- | --------- |
| German Football League 2 |                          |        |         |         |         |         |         |                  |                  |                  |                  |         |         |         |           |           |
| 2014                     | Holzgerlingen Twister    | 14     | 060     | 033     | 027     | 15      | 07      | 1                | 8                | 0                | 8                | 01      | 2       | 0       | 0         | 0         |
| GFL 2 Gesamt             | GFL 2 Gesamt             | 14     | 060     | 033     | 027     | 15      | 07      | 1                | 8                | 0                | 8                | 01      | 2       | 0       | 0         | 0         |
| German Football League   |                          |        |         |         |         |         |         |                  |                  |                  |                  |         |         |         |           |           |
| 2017                     | Schwäbisch Hall Unicorns | 14     | 030     | 016     | 014     | 07      | 04      | 0                | 0                | 0                | 0                | 02      | 1       | 0       | 0         | 0         |
| 2018                     | Schwäbisch Hall Unicorns | 15     | 025     | 014     | 011     | 10      | 03      | 0                | 0                | 0                | 1                | 02      | 1       | 0       | 0         | 1         |
| 2019                     | Schwäbisch Hall Unicorns | 14     | 025     | 011     | 014     | 11      | 04      | 0                | 0                | 0                | 1                | 0       | 1       | 0       | 0         | 0         |
| 2021                     | Schwäbisch Hall Unicorns | 09     | 022     | 010     | 012     | 06      | 02      | 0                | 0                | 0                | 0                | 02      | 0       | 0       | 1         | 0         |
| 2022                     | Schwäbisch Hall Unicorns | 11     | 035     | 024     | 011     | 13      | 02      | 0                | 0                | 0                | 1                | 04      | 0       | 0       | 3         | 0         |
| GFL Gesamt               | GFL Gesamt               | 63     | 137     | 075     | 052     | 47      | 15      | 0                | 0                | 0                | 3                | 10      | 3       | 0       | 4         | 1         |
| Quellen: stats.gfl.info, |                          |        |         |         |         |         |         |                  |                  |                  |                  |         |         |         |           |           |